# Frit Flet-prisen
Frit Flet-prisen er en litteraturpris, der uddeles hvert år for at hædre nybrydende og eksperimenterende arbejde i det litterære felt. Med prisen følger 50.000 kr.
Prisen blev indstiftet af Politiken-Fonden i 2015 og er opkaldt efter Frit flet af Naja Marie Aidt, Line Knutzon og Mette Moestrup, der modtog prisen det første år for deres originale bogværk om sammenhængen mellem litteratur og liv.
Prisen uddeles sammen med Politikens Litteraturpris.

## Modtagere[2]
- 2023: Harald Voetmann
- 2022: Anna Rieder og Sidsel Ana Welden
- 2021: Marianne Larsen
- 2020: Frederik Stjernfelt, Ulrik Langen og Henrik Horstbøll for værket Grov konfækt
- 2018: Niels Brunse
- 2017: Madame Nielsen
- 2016: Louis Jensen og Lilian Brøgger
- 2015: Halfdan Pisket
- 2014: Naja Marie Aidt, Line Knutzon og Mette Moestrup

## Ekstern henvisning
- Frit Flet-prisen på Politiken-Fondens hjemmeside Arkiveret 26. januar 2019 hos  Wayback Machine